# Kundagodu, Sorab
Kundagodu là một làng thuộc tehsil Sorab, huyện Shimoga, bang Karnataka, Ấn Độ.